# Agía Varvára (village, Héraklion)
Pour les articles homonymes, voir Agia Varvara.
Ne doit pas être confondu avec Agía Varvára (dème).
Agía Varvára, en grec moderne : Αγία Βαρβάρα, est un village du dème de Gortyne, dans le district régional de Héraklion, de la Crète, en Grèce. Selon le recensement de 2011, la population d'Agía Varvára compte 2 020 habitants.
Le village est situé à une altitude de 580 mètres.

## Tradition
Agía Varvára est considéré localement comme le point médian de la Crète : la tradition veut que deux prêtres, l'un de Sitía et l'autre de La Canée, se soient mis à arpenter la Crète. Après avoir beaucoup marché, ils se sont rencontrés à Agía Varvára. Fatigués et en sueur par leur randonnée, ils se sont assis pour se reposer. Puis l'un d'eux a enlevé son couvre-chef et l'a jeté par terre et a dit « oh, c'est le centre de la Crète, oh, c'est le fali de la Crète, oh, je traverse aussi la frontière ». Et le chapeau du religieux est devenu un gros rocher, une frontière fixée à l'entrée du village qui délimite le centre de la Crète. La petite église du prophète Élie est construite dessus, par Aléxandros Saklabáni, en 1933, afin que personne ne puisse endommager cette frontière.